# Seo Jung-won
Seo Jung-won (* 17. Dezember 1970 in Seoul) ist ein ehemaliger südkoreanischer Fußballspieler und jetziger -trainer.

## Laufbahn als Spieler
Der Koreaner begann seine Karriere bei Sangmu FC in Seoul. 1997 wechselte er zu LG Cheetahs. Nach einem Jahr bei Anyang wechselte der kleine Wirbelwind im Januar 1998 das erste Mal nach Europa. Der Verein war Racing Straßburg. Von 1999 bis 2002 war er in Straßburg engagiert. Im Jahr 2002 ging er wieder zurück nach Südkorea zu den Suwon Samsung Bluewings. Im Januar 2005 kam er zu Austria Salzburg nach Österreich. Da Seo nach der Übernahme von Austria Salzburg durch Red Bull nicht mehr benötigt wurde, wechselte er zur SV Ried. Dort spielte er eine äußerst erfolgreiche Saison 2005/06 und entwickelte sich zum Stammspieler im rechten Mittelfeld. Durch seine Spielposition und Schnelligkeit bekam er in Ried den Beinamen „Flügelflitzer“. Im Juni 2006 verlängerte er seinen Vertrag bei der SV Ried um ein weiteres Jahr.
Im Mai 2007 gab er seinen Abschied aus Ried und das vorläufige Ende seiner Profilaufbahn bekannt, hat aber gleichzeitig den Wunsch geäußert in Europa zu bleiben, um noch mehr für seine spätere Karriere als Trainer lernen zu können. In der Frühjahrssaison 2008 war er beim, in diesem Zeitraum in der viertklassigen Oberösterreich-Liga spielenden, FC Blau-Weiß Linz gemeldet, wurde allerdings nur in einem einzigen Pflichtspiel eingesetzt.
Seo Jung-won absolvierte 86 Länderspiele im südkoreanischen Nationalteam.

## Erfolge als Spieler
Seo nahm 1994 in den USA und 1998 in Frankreich an der Fußball-WM teil. Er spielte insgesamt sechs Mal und erzielte 1994 ein Tor gegen Spanien.

## Laufbahn als Trainer
Von 2008 bis 2010 betreute er die U-23-Mannschaft der südkoreanischen Nationalmannschaft und danach bis 2011 die Senioren. 2012 wurde er Trainerassistent bei Suwon Samsung Bluewings und war hier von 2013 bis 2018 als Cheftrainer tätig. Nach seinem Abgang kam er im Oktober 2018 für zwei weitere Monate zurück, ehe er die Bluewings wieder verließ. Seit 2021 ist er Trainer des chinesischen Erstligisten Chengdu Rongcheng.